# منطقه حفاظت‌شده ندزوی
منطقه حفاظت‌شده ندزوی (به لاتین: Nedzvi Managed Reserve) یک منطقه حفاظت‌شده در گرجستان است.